# Hieronim Petrykowski
Hieronim Petrykowski (Potrykowski) herbu Paprzyca – marszałek Trybunału Głównego Koronnego w 1687/1688 roku, podkomorzy warszawski w 1711 roku, chorąży różański w 1690 roku, stolnik różański w 1680 roku, podpułkownik regimentu pieszego w 1674 roku.
Poseł sejmiku warszawskiego na sejm 1681 roku, sejm 1685 roku, sejm 1695 roku.